# Коропский район
Ко́ропский райо́н (укр. Коропський район) — упразднённая административная единица на востоке Черниговской области Украины. Административный центр — посёлок городского типа Короп. Район расположен на северо-востоке области. Делится на две географических зоны: южную — Черниговское Полесье — песчаная, местами заболоченная равнина с сосновыми и смешанными лесами; и северную — Новгород-Северское Полесья — возвышенная, изрезанная оврагами местность. Район граничит с Сосницким, Новгород-Северским, Бахмачским, Борзнянским районами Черниговской области и Кролевецким, Конотопским, Шосткинским районами Сумской области. Район включает в себя 2 поселковых совета и 25 сельских советов.

## География
Площадь района — 1312 км². На территории района расположен Мезинский национальный природный парк. Расстояние от райцентра до областного центра по автодорогам составляет 145 км.

## История
Археологические находки остатков первобытного человека свидетельствуют о поселениях, датируемых 20-м тысячелетием до н. э. Об этом свидетельствуют экспонаты Мезинского археологического музея, созданного на месте всемирно известной стоянки позднепалеолитического человека (около 15 тыс. лет назад).
Коропские земли входили в Черниговское, а впоследствии в Новгород-Северское княжество. В середине XIII века Черниговско-Северский край попал под господство татаро-монголов, а в середине XIV века вошёл в состав Литовского государства. С начала XVI века он неоднократно переходил то в Речь Посполитую, то в Российское государство.
30 ноября 1960 года к Коропскому району была присоединена часть территории упразднённого Батуринского района.
17 июля 2020 года в результате административно-территориальной реформы район вошёл в состав Новгород-Северского района.

## Демография
Население на 01.01.2006 г. — 29100 жителей, в том числе в городских условиях проживают около 8 тыс. Всего насчитывается 67 населённых пунктов.

## Населённые пункты
Атюша, Верба, Вишенки, Вольное, Городище, Жерновка, Карацюбино, Карыльское, Короп, Краснополье, Криски, Куриловка, Кучи, Нехаевка, Оболонье, Подоляки, Покошичи, Понорница, Придеснянское, Пролетарское, Радичев, Разлеты, Райгородок, Рождественское, Рубанников, Рыботин, Рыжки, Рыхлы, Свердловка, Синявка, Смелое, Смелое, Сохачи, Становое, Тарасовка, Червоная Поляна, Червоное, Червоный Лан, Черешенки, Чорнявка, Шабалинов, Мезин (Мезинская стоянка), Гавриловка, Черешеньки,Будище

## Достопримечательности
- Уникальный памятник архитектуры — Ильинская церковь-крепость (XVI век), единственная на всей левобережной Украине.[4] (рус.)
- Успенская церковь и дворец графа Румянцева-Задунайского (с. Вишеньки)
- Церковь Рождества Богородицы (с. Оболонье)
- Церковь Рождества Богородицы (с. Октябрьское)[5]
- Церковь Рождества Богородицы (с. Криски)
- Свято-Успенская церковь (с. Нехаивка)
- Николаевская церковь (с. Рыботин)
- Свято-Николаевская церковь (с. Атюша)
- Троицкая церковь (с. Верба)
- Преображенская церковь (с. Карильское)
- Троицкая церковь (с. Червоное)
- Церковь Рождества Богородицы (пгт Понорница)

## Известные уроженцы
- Брушко, Иван Кузьмич (1907—1982) — советский военный деятель, генерал-майор (1953 год).
- Гриценко, Ефим Дмитриевич (1908—1945) Герой Советского Союза, гвардии подполковник, командир 117-го ГСП 39-й ГСД. Родился 1 мая 1908 г. в с. Шаболинов.[6]
- Ворона, Иван Демьянович (род. 1930) — советский геолог, Герой Социалистического Труда (1971).

## Исчезнувшие населённые пункты
- Толстолесы